# Holovkivske (Zvenîhorodka), Kirovohrad
Holovkivske (în ucraineană Головківське) este un sat în comuna Zvenîhorodka din regiunea Kirovohrad, Ucraina.

## Demografie
Componența lingvistică a localității Holovkivske
     Ucraineană (87,34%)
     Rusă (12,66%)
Conform recensământului din 2001, majoritatea populației localității Holovkivske era vorbitoare de ucraineană (87,34%), existând în minoritate și vorbitori de rusă (12,66%).